# Église Saint-Jacques de Fromentas
L'église Saint-Jacques est une église catholique située à Aignan, en France.

## Localisation
L'église, construite au quinzième siècle, est située dans le département français du Gers, sur la commune d'Aignan.

## Description
L'édifice a été classé au titre des monuments historiques en 1979.
Quelques objets sont référencés dans la Base Palissy (voir les notices liées).

### Extérieur
Au sommet du porche est place Notre-Dame des Douleurs, sur le socle est représenté son cœur.
Au-dessus du portail, une statue de la Vierge à l'Enfant est placée au centre du tympan ; à gauche est représentée l'ancienne forme du monogramme trilitère du nom grec de Jésus « IHS », à droite est représenté le monogramme marial composé des lettres A et M entrelacées, initiales de l’Ave Maria. 
Au sommet du tympan est représenté Dieu le Père tenant le globe terrestre dans la main gauche et bénissant de la main droite.
Sur la portail sont sculptés les douze Apôtres.

### Intérieur
Le retable monumental est dédié à Notre-Dame des Douleurs.
Sur la façade du maître autel est représentée la Cène.